# Pockels-Effekt
Als Pockels-Effekt (benannt nach Friedrich Pockels), auch bekannt als linearer elektrooptischer Effekt, wird das Auftreten von Doppelbrechung bzw. deren Änderung bei speziellen Kristallen bezeichnet, an die eine elektrische Spannung angelegt wird. Dabei erfolgt die Änderung der Doppelbrechung linear zur Änderung der elektrischen Feldstärke des angelegten elektrischen Feldes.
Der Effekt beschreibt die Modulation {\displaystyle \Delta n} des Brechungsindex {\displaystyle n} eines Materials durch ein elektrisches Feld gemäß der Formel
{\displaystyle \Delta n={n_{0}}^{3}\cdot r_{\mathrm {eff} }\cdot E}
und tritt fast verzögerungsfrei auf. Dabei bezeichnet
- {\displaystyle {n_{0}}} den unmodifizierten Brechungsindex des Materials in der gewählten Geometrie
- {\displaystyle r_{\mathrm {eff} }} den effektiven elektrooptischen Tensor, der von der Kristallausrichtung und der Polarisation des Lichtes abhängt
- {\displaystyle E} die Feldstärke des elektrischen Feldes.

Der Effekt kann u. a. in der Pockels-Zelle dazu genutzt werden, in doppelbrechenden Kristallen durch gezielte Modifikation des Brechungsindex Phasendifferenzen zu induzieren, die wiederum zu Polarisationsdrehungen führen können.
Darüber hinaus lässt sich durch den Pockels-Effekt auch die Brechungsindexmodulation in nicht inversionssymmetrischen photorefraktiven Kristallen beschreiben; in inversionssymmetrischen Kristallen tritt hingegen nur der Kerr-Effekt auf.